# Ротенбоден
Ротенбоден (нем. Rotenboden) — деревня в Лихтенштейне, расположенная в центре страны севернее Тризенберга и юго-восточнее Вадуца.
Перепад высот от 950 до 1010 метров.
В деревне находится офис компании по производству вентиляционных систем — Trivent AG.
Весь район севернее Тризенберга и восточнее Вадуца называется по названию этой деревни — нем. Rotenbodnerwald.
В деревне две автобусные остановки: «Triesenberg, Samina» и «Triesenberg, Almeina», отсюда идут автобусы в деревню Гафлай (с 08:00 до 20:00 один раз в час) и в Тризенберг (с 08:30 до 20:30 также один раз в час).